# Ceamurlia de Jos
Ceamurlia de Jos là một xã thuộc hạt Tulcea, România. Dân số thời điểm năm 2002 là 2634 người.